# Route nationale 1b (Madagaskar)
Route Nationale 1b (RN 1b) is een nationale weg in Madagaskar van 94 kilometer, de weg loopt van Analavory via Babetville naar Tsiroanomandidy. De weg doorkruist de regio's Itasy en Bongolava.